# Obras completas & algo + (1975-2006)
Obras completas & algo + (1975-2006) es el segundo de los dos tomos que conforman la antología de poemas más completa a la fecha del escritor chileno Nicanor Parra. Este tomo fue publicado en 2011 en la serie «Opera Mundi» de las editoriales barcelonesas Galaxia Gutenberg y Círculo de Lectores. La antología completa fue supervisada por el propio Parra, y asesorada y establecida por Niall Binns, al cuidado de Ignacio Echevarría. En este segundo volumen además colaboró Adán Méndez.